# Йота Геркулеса
Йота Геркулеса (лат. ι Herculis), 85 Геркулеса (лат. 85 Herculis), HD 160762 — кратная звезда в созвездии Геркулеса на расстоянии приблизительно 177 световых лет (около 54,2 парсек) от Солнца. Возраст звезды определён как около 37,8 млн лет.

## Характеристики
Первый компонент (HD 160762A) — бело-голубая пульсирующая переменная звезда типа Беты Цефея (BCEP) спектрального класса B3IV, или B3V, или B3. Видимая звёздная величина звезды — от +2,95m до +2,93m. Масса — около 5,644 солнечных, радиус — около 6,095 солнечных, светимость — около 2489 солнечных. Эффективная температура — около 15998 K.
Второй компонент (HD 160762B) — белый карлик или красный карлик. Масса — не более 0,4 солнечных. Орбитальный период — около 113,8 суток. Удалён на 0,2 угловой секунды.
Третий компонент — красный карлик спектрального класса M. Масса — около 100,73 юпитерианских (0,09616 солнечной). Удалён в среднем на 2,663 а.е..
Четвёртый компонент (GSC 03510-00852) — жёлто-оранжевая звезда спектрального класса K-G. Видимая звёздная величина звезды — +11,8m. Радиус — около 6,11 солнечных, светимость — около 20,158 солнечных. Эффективная температура — около 4947 K. Удалён на 116,7 угловых секунд.

## Описание
Йота Геркулеса имеет видимую звёздную величину +3,80m, и, согласно шкале Бортля, видна невооружённым глазом даже на внутригородском небе (англ. Inner-city sky).
Из измерений параллакса, полученных во время миссии Hipparcos, известно, что звезда удалена примерно на 455 световых лет (139 пк) от Земли. Звезда никогда не восходит южнее 44° ю. ш., то есть наблюдается к северу от Тасманого моря, островов Южный (Новая Зеландия) и Чатем, залива Корковадо (Чили) и южнее провинции Чубут (Аргентина), то есть видна практически на всей территории обитаемой Земли, за исключением южных областей Новой Зеландии, Чили и Аргентины. Лучшее время для наблюдения — июнь. Севернее 44° северной широты является незаходящей звездой.
Средняя пространственная скорость Йоты Геркулеса имеет компоненты (U, V, W)=(-7.1, −18.1, −4.5), что означает U=−7,1 км/с (движется по направлению от галактического центра), V=−18,1 км/с (движется против направлении галактического вращения) и W=−4,5 км/с (движется в направлении галактического южного полюса).
Йота Геркулеса движется довольно быстро относительно Солнца: её радиальная гелиоцентрическая скорость равна −20 км/с, что в 2 раза больше скорости местных звёзд Галактического диска. Также это значит, что звезда приближается к Солнцу. Она приблизится к Солнцу на расстояние 145 световых лет через 6,5 млн лет, когда будет белым карликом. Звезда движется по небесной сфере на северо-запад.

## Имя звезды
Йота Геркулеса не имеет собственного имени. Звезда имеет обозначение ι (Йота — 9-я буква греческого алфавита), однако сама она — 10-я по яркости в созвездии.  обозначение Флемстида данной звезды — 85 Геркулеса.
В китайской астрономии звезда относится к созвездию Пурпурный запретный небосвод, а в нём к астеризму 天棓 (Tiān Bàng), англ. Celestial Flail, что означает «Небесная цепочка», которая в свою очередь состоит из Кси Дракона, Ню Дракона, Бета Дракона, Гамма Дракона и Йота Геркулеса. Следовательно, Йота Геркулеса сама по себе известна как 天棓五 (Tiān Bàng wu, англ. the Fifth Star of Celestial Flail) — «Пятая звезда небесной цепочки».
Обозначения компонентов как Йота Геркулеса Aa,Ab, и AB вытекают из конвенции, используемой Вашингтонским каталогом визуально-двойных звёзд (WDS) для звёздных систем, и принятого Международным астрономическим союзом (МАС).

## Видимость звезды
Йота Геркулеса находится «рядом с последней звездой» до того, как Геркулес столкнется с Драконом (Тау Геркулеса чуть севернее), и находится так близко к голове Дракона, что кажется, что она принадлежит к созвездию Дракона, а не часть Геркулеса. Поскольку Геркулес традиционно располагается вверх ногами, Йота представляет (как видно из Уранометрии) одну из стоп фигуры.

### Полярная звезда
Как видимая звезда, близкая к прецессионному кругу, который отслеживает путь Северного полюса Земли по небесной сфере, сделало её Полярной звездой, название которой в настоящее время принадлежит Альфе Малой Медведицы. В 10 000 году до н. э. она была Полярной звездой, и в будущем она будет ею снова. В то время как Альфа Малой Медведицы находится всего в 0,5° от прецессионного пути, Йота Геркулеса находится в 4°.
| Предшествует | Полярная звезда | Следует       |
| ------------ | --------------- | ------------- |
| Вега         | ~16000 до н. э. | Тау Геркулеса |

## Свойства кратной системы
Йота Геркулеса Aa и Йота Геркулеса Ab являются близкой парой спектрально-двойных звёзд, период вращения которых равен 113,804 суток, что соответствует большой полуоси орбиты между компаньонами, по крайней мере, 0,87 а.е. У системы довольно большой эксцентриситет, который равен 0,43. Таким образом, в процессе вращения друг вокруг друга звёзды, то сближаются на расстояние 0,5 а.е., то удаляются на расстояние 1,24 а.е.
Поскольку массивные звезды развиваются быстро, возраст Йоты Геркулеса 37,8 ± 8,6 млн лет и она уже перешла к стадии субгиганта, на которой задержится максимум на 10 млн лет. Затем звезда перейдёт на стадию красного гиганта, на которой пробудет не более чем несколько сотен тысяч лет, сбросит внешние оболочки, которые будут наблюдаться порядка 10 000 млн лет в виде планетарной туманности, а в конце своего жизненного пути станет довольно массивным белым карликом.
Йота Геркулеса демонстрирует слабую переменность: во время наблюдений яркость звезды меняется на 0,02m от 2,93m до 2,95m, с периодом 3,49 суток. Тип переменной определён как переменная типа β Цефея. Однако скорее всего звезда относится к классу медленно пульсирующих звёзд спектрального класса B, который, по-видимому, является чем-то вроде более холодной версии гораздо более известных переменных типа β Цефея.

### Свойства Йота Геркулеса
Йота Геркулеса — карликовая звезда спектрального класса B3IV, также это указывает на то, что водород в ядре звезды уже не служит ядерным «топливом», то есть звезда уже сходит с главной последовательности.
Масса звезды равна 6,7 {\displaystyle M_{\bigodot }}. Звезда излучает энергию со своей внешней атмосферы при эффективной температуре около 18 070 К, что придаёт ей характерный голубой цвет. Её светимость равна 489 {\displaystyle L_{\bigodot }}.
В связи с большой светимостью звезды её радиус может быть измерен непосредственно, и первая такая попытка была сделана в 1922 году. Данные об этом измерении приведены в таблице:
| Год  | m    | Спектр | D (mas) | Rабс ({\displaystyle R_{\bigodot }}) | Комм.  |
| 1922 | 3.79 | B3     | 0,6     | 5.4                                  | [ 43 ] |
| 1960 | 3.79 | B3IV   | 0,39    | —                                    | [ 44 ] |
| 1972 | 3.79 | B3V    | 0,30    | 3,9                                  | [ 45 ] |
| 1979 | 3.80 | B3IV   | 0,33    | 5,2                                  | [ 46 ] |
| 1985 | 3.80 | B3V    | 0,34    | —                                    | [ 47 ] |

Eё радиус в настоящее время оценивается в 5,29 {\displaystyle R_{\bigodot }}. Таким образом, измерения 1922 года и 1979 года были наиболее точными. Звезда имеет поверхностную гравитацию характерную для субгиганта 3,82 ± 0,06 СГС или 66,1 м/с2, то есть составляет 24 % от солнечного значения(274 м/с2).
Звёзды, имеющие планеты, обычно имеют большую металличность по сравнению Солнцем, однако Йота Геркулеса имеет значение металличности равное −0,40, то есть 39,8 % от солнечного значения, что позволяет предположить, что звезда «пришла» из других областей Галактики, где было не очень много металлов, и рождено в молекулярном облаке благодаря менее плотному звёздному населению и меньшему количеству сверхновых звёзд.
Йота Геркулеса вращается со скоростью как минимум в 3 раза больше солнечной и равной 6,0 км/с, что даёт период вращения звезды не меньше 45,85 суток.

## История изучения кратности звезды
В 1893 году американский астроном Шербёрн Бёрнхем открыл двойственность Йоты Геркулеса, то есть открыл компонент B, и звёзды вошли в каталоги как BU 1459. В 1975 году французский астроном Алан Блазит и др. (фр. Blazit A.) методами спекл-интерферометрии открыл спектральную двойственность компонента A и звёзды вошли в каталоги как BLA 5.
Согласно Вашингтонскому каталогу визуально-двойных звёзд, параметры этих компонентов приведены в таблице:
| Компонент | Год  | Количество измерений | Позиционный угол | Угловое расстояние | Видимая звёздная величина компонента I | Видимая звёздная величина компонента II |
| Aa,Ab     | 1975 | 1                    | 6°               | 0.2″               | 3.80m                                  | —                                       |
| B         | 1893 | 6                    | 49°              | 115.1″             | 3.76m                                  | 11.80m                                  |
| B         | 1913 | 6                    | 49°              | 116.0″             | 3.76m                                  | 11.80m                                  |
| B         | 2012 | 6                    | 49°              | 116.7″             | 3.76m                                  | 11.80m                                  |

Обобщая все сведения о звезде, можно сказать, что у  Йоты Геркулеса есть как минимум один спутник:
- компонент Ab, звезда, находящаяся на угловом расстоянии 0,2 секунд дуги и предположительно находящаяся на эллиптической орбите;
- компонент B, звезда 12-й величины, находящаяся на угловом расстоянии 116,7 секунд дуги, имеет каталожный номер GSC 03510-00852[50]. У звезды известен параллакс, и судя по нему, звезда находится на расстоянии 2733 световых лет и, соответственно, в систему Йота Геркулеса не входит.